# Salussola
Salussola je italská obec v provincii Biella v oblasti Piemont.
K 31. prosinci 2010 zde žilo 2 085 obyvatel.

## Sousední obce
Carisio, Cavaglià, Cerrione, Dorzano, Massazza, Roppolo, Verrone, Villanova Biellese

## Historie
Obec zvaná Victimulum se rozvíjela od doby římské, v 6. století ji osídlili Langobardi. Žil zde duchovní, blahoslavený Pietro Levita († 605), spolupracovník Řehoře Velikého. Ve druhé polovině 14. století byl postaven nad obcí hrad. 
9. března 1945 zde fašisté povraždili 20 místních obyvatel - partyzánů.

## Památky
- Kostel San Secondo - založený ve 4. století, centrum kultu patrona města, svatého Secunda z Victimula
- kostel Nanebevzetí Panny Marie (Salussola)  - farní chrám založený ve 12. století, trojlodní raně gotická bazilika, s renesančními a barokními obrazy (Nanebevzetí Panny Marie na hlavním oltáři, Růžencový oltář, barokní dřevořezby: kazatelna a chórové lavice, mramorový náhrobek z roku 1486
- Horní městská brána - stojí na římských základech, zbudována v letech 1374-1375
- Castello - ruina hradu ze 2. poloviny 14. století, nad městečkem
- Museo laboratorio dell'oro e della pietra Muzeum -laboratoř zlata a kamenů, pobočka univerzitního muzea v Turíně, kulturní centrum městečka[1]

## Osobnosti
- Pietro Levita (535/550–605), kněz, spolupracovník Řehoře Velikého, blahořečený roku 1866; spolupatron Salussoly
- San Secondo (svatý Sekundus), římský voják thébské legie († 286 nebo 302); patron Salussoly, Ventimiglia a spolupatron města Turín

## Galerie

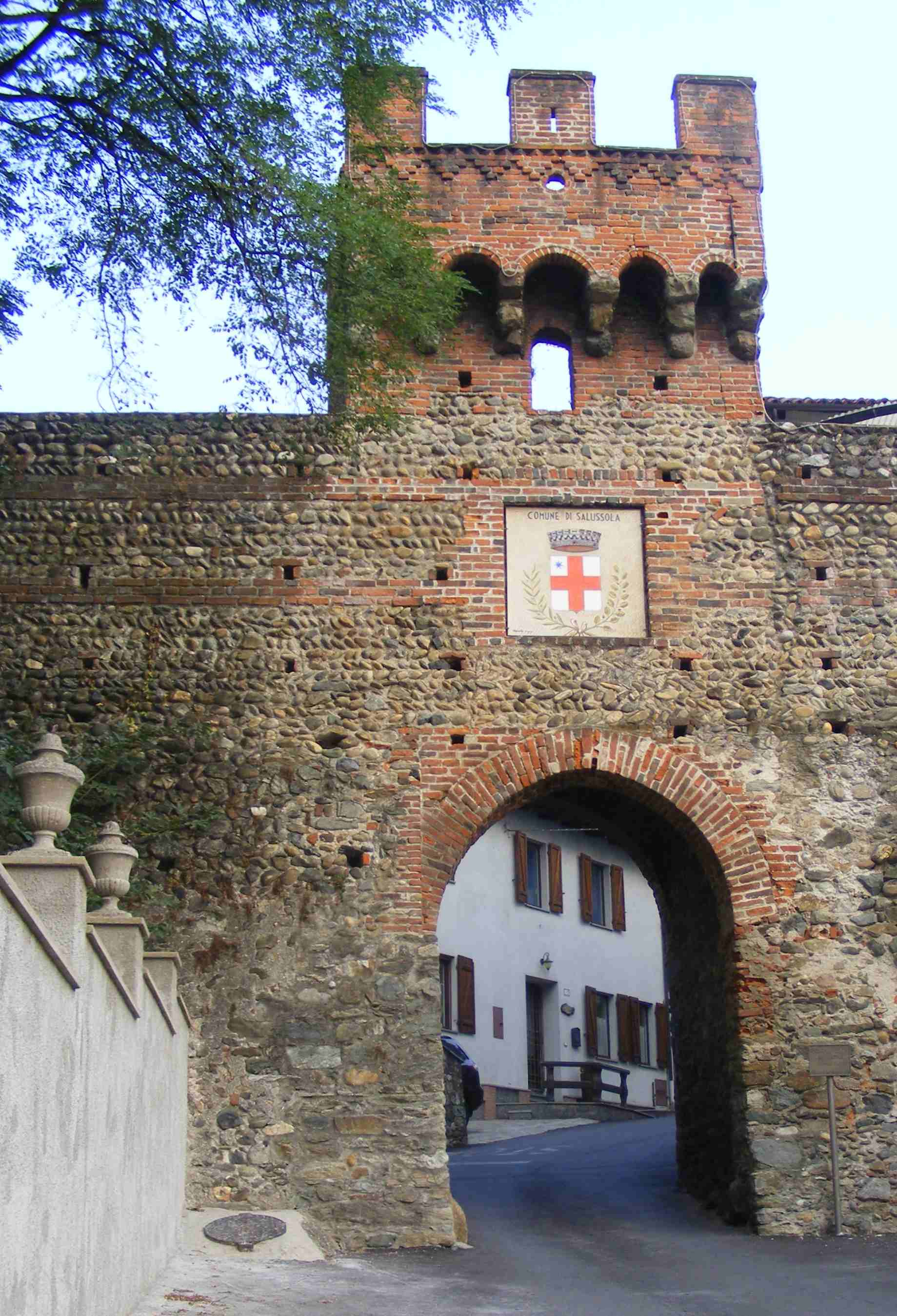
Městská brána
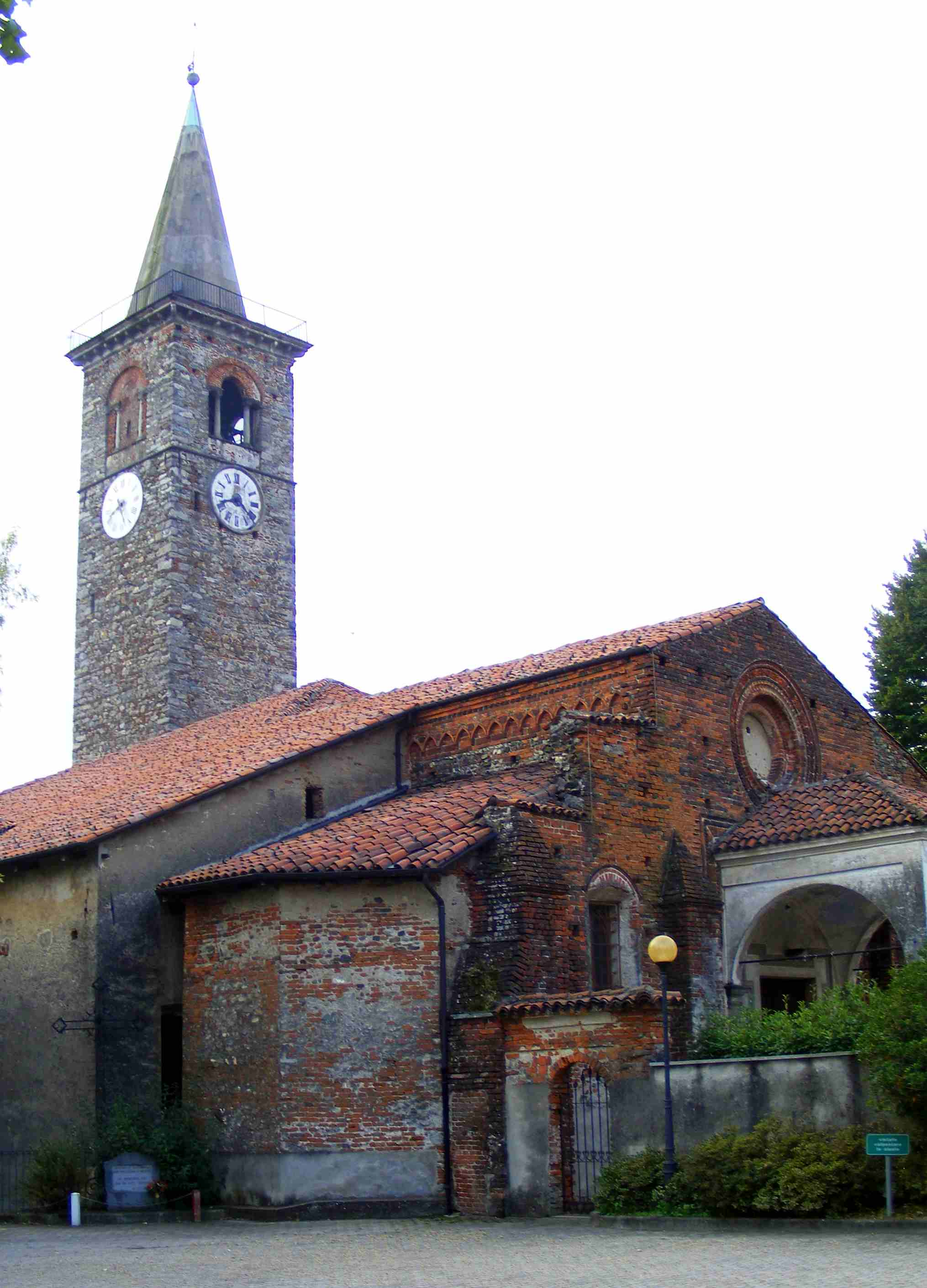
Chrám P. Marie
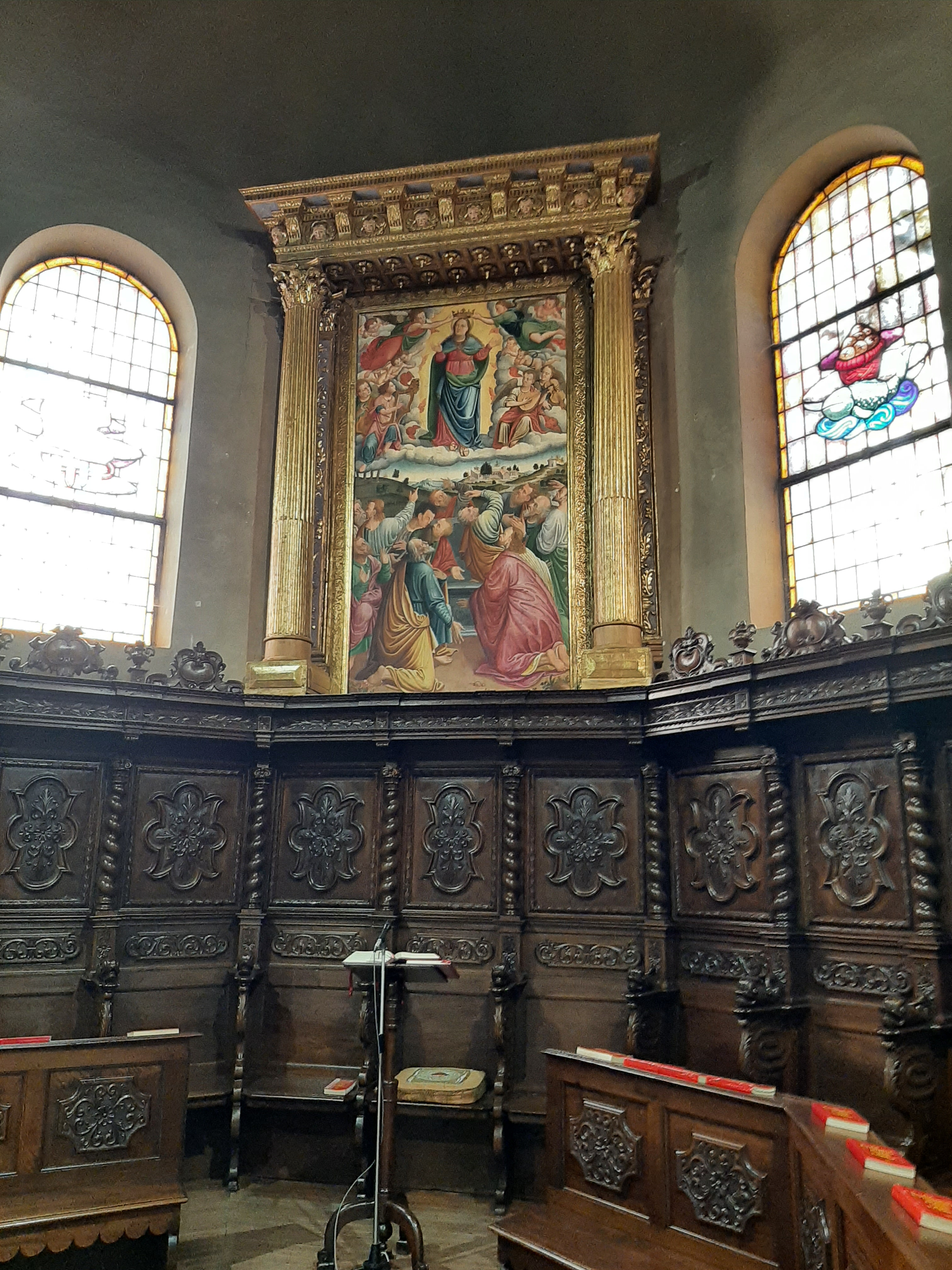
Hlavní oltář
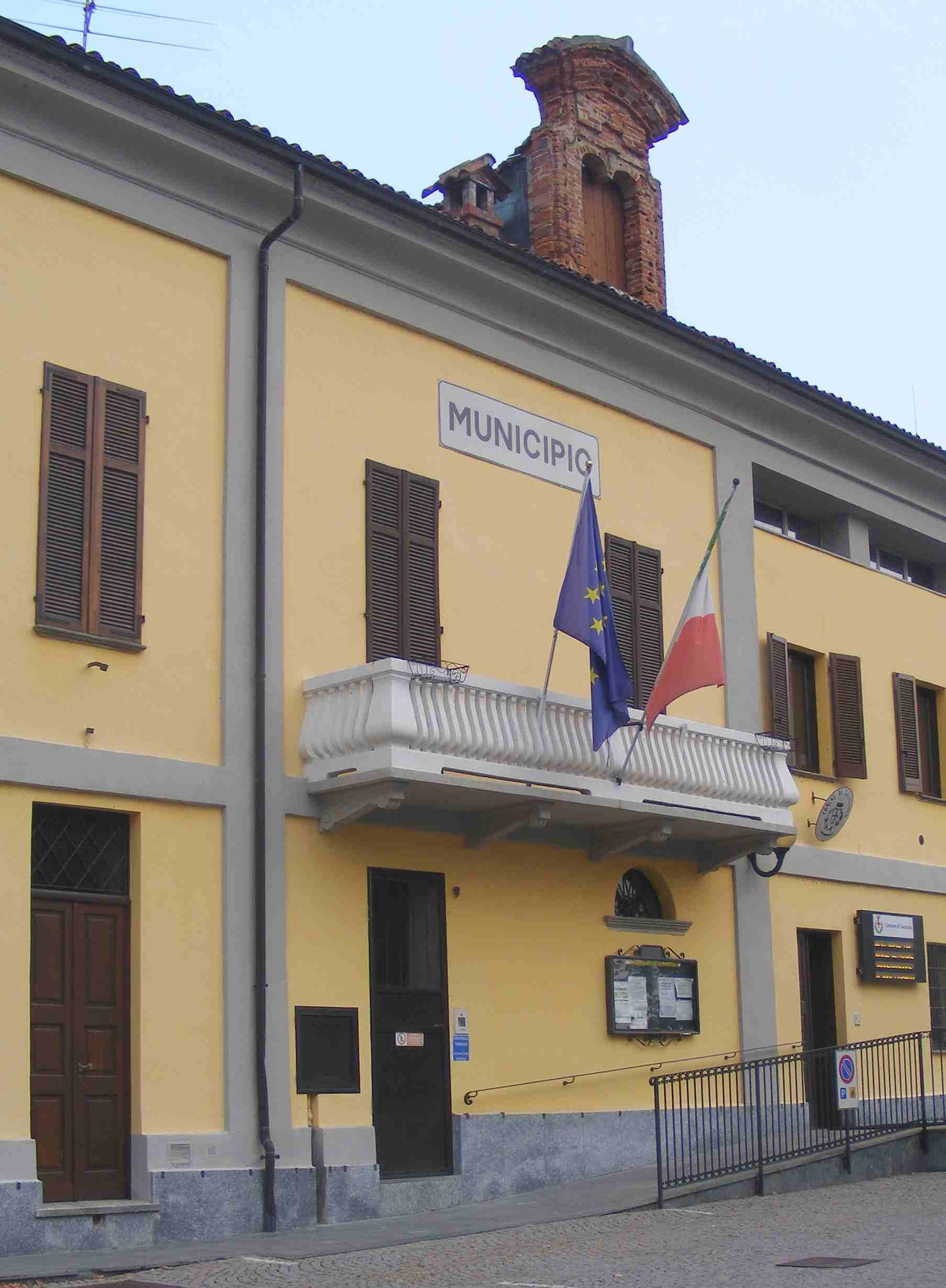
Radnice
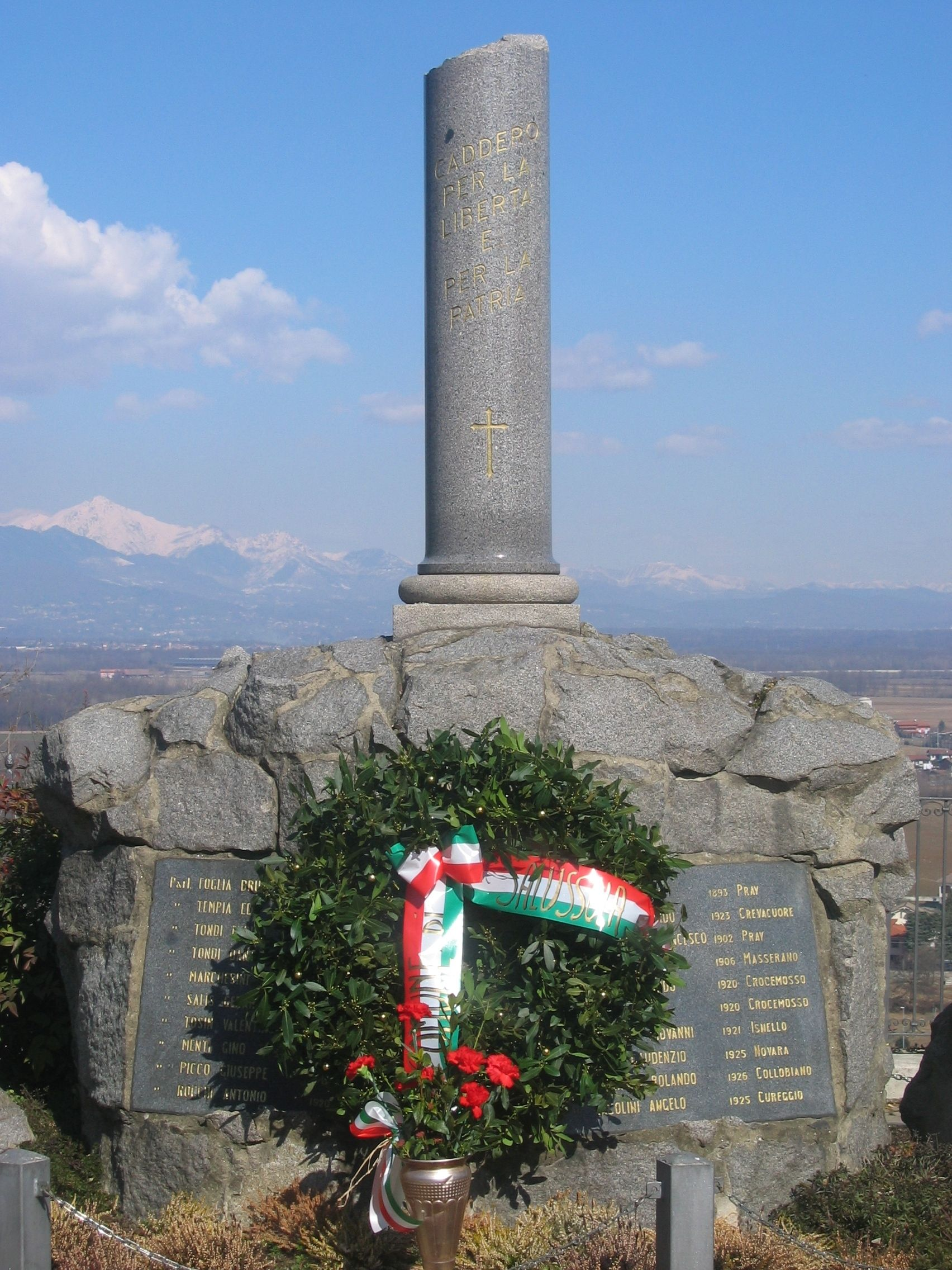
Pomník padlých z roku 1945